# Cacheu
Cacheu är en ort i Guinea-Bissau. Den är huvudort för regionen Cacheu, och är belägen vid Cacheufloden i den nordvästra delen av landet, 80 km nordväst om huvudstaden Bissau. Folkmängden uppgår till cirka 6 000 invånare.

## Geografi
Cacheu ligger 34 meter över havet. Terrängen runt Cacheu är huvudsakligen mycket platt. Cacheu ligger uppe på en höjd. Runt Cacheu är det ganska glesbefolkat, med 25 invånare per kvadratkilometer.